# Djamboutou (Madingring)
Pour les articles homonymes, voir Djamboutou.
Djamboutou est un village de la Région du Nord au Cameroun. Il est situé dans le quartier du Lamidat de rey - Bouba dans la commune de Madingring dans le département du Mayo-Rey.

## Géographie
Djamboutou est localisé à 8°45‘90"N de latitude et 15°04‘24"E de longitude. Le village est à proximité des localités de Laopouing (1.6 km), de Madingring Ville (4.2 km), de Kagnakdje 1 (4.7 km).

## Population et société

### Population totale
Lors du recensement de 2005, la population était de 2 532 personnes. Enfin, en 2014, la population recensée était de 1 164 personnes.

### Répartition de la population selon les âges
| Hommes | Classe d’âge | Femmes |
| ------ | ------------ | ------ |
| 105    | 0–5          | 100    |
| 285    | 6–13         | 260    |
| 82     | 14–19        | 85     |
| 44     | 20–34        | 58     |
| 63     | 35–59        | 76     |
| 4      | 60–+         | 2      |